# 163641 Nichol
163641 Nichol è un asteroide della fascia principale. Scoperto nel 2002, presenta un'orbita caratterizzata da un semiasse maggiore pari a 3,0026163 UA e da un'eccentricità di 0,1039821, inclinata di 10,22575° rispetto all'eclittica.